# نادي الزمالك موسم 2024–25
نادي الزمالك موسم 2024–25 هو الموسم رقم 114 منذ تأسيس النادي والموسم رقم 66 على التوالي في الدوري المصري الممتاز. كما سينافس في كأس مصر، كأس الرابطة، كأس الكونفيدرالية وكأس السوبر الإفريقي.

## أطقم الفريق
| الطقم الأساسي |  | الطقم الاحتياطي |  | الطقم الأساسي في بداية الموسم وفي بطولة كأس الكونفدرالية الإفريقية |  | الطقم الاحتياطي في بداية الموسم |

## الطاقم الفني
| المهنة                                 | الاسم                      |
| طاقم التدريب                           | طاقم التدريب               |
| -------------------------------------- | -------------------------- |
| المدير الفني                           | كريستيان غروس              |
| المدرب العام                           | شيخ بوزيان أمير عزمي مجاهد |
| مدرب حراس المرمى                       | توماس جروتر                |
| مدرب اللياقة البدنية والأحمال          | كونلي أودي توينبو          |
| إدارة قطاع كرة القدم                   |                            |
| مدير الكرة                             | عبد الواحد السيد           |
| رئيس فريق الكشافة وتحليل الأداء        | زياد البارودي              |
| الكشافة وتحليل الأداء للمدير الفني     | محمد داود                  |
| الكشافة وتحليل أداء أعضاء الفريق الفني | محمد علاء                  |
| رئيس الإدارة                           | أحمد حسني                  |
| مدير شؤون اللاعبين                     | أحمد إبراهيم               |
| المدير                                 | إبراهيم زارع عبد الله حسين |